# Sassal Mason
Der Sassal Mason (Ableitung von dialektal sass, lateinisch saxum ‹Stein, Fels› und mason, Engadinisch maschun aus lateinisch mansio ‹Unterkunft›, altromanisch für ‹Heustadel auf Bergwiesen›) ist ein Berg südwestlich vom Berninapass im Kanton Graubünden in der Schweiz mit einer Höhe von 3032 m ü. M. Er bildet die östlichste Erhebung des langen Cambrenakamms und ist ein beliebter Aussichtspunkt über die Val Bernina und dem Puschlav.

## Lage und Umgebung
Der Sassal Mason gehört zur Gruppe des Piz Palü, einer Untergruppe der Berninagruppe, die wiederum zu den Bernina-Alpen gehört. Der Berg befindet sich vollständig auf Gemeindegebiet von Poschiavo. Der Sassal Mason wird im Norden durch die Val Bernina und im Süden durch das Puschlav eingefasst. Die Forcula dal Caral (2831 m) verbindet den Sassal Mason mit dem Piz Caral, der wiederum über die Forcula dal Cambrena (3372 m) mit dem Piz Cambrena verbunden ist.
Zu den Nachbargipfeln gehören der Piz Cambrena (3606 m), der Piz Caral (3421 m) und der Piz d’Arlas (3467 m) im Westen, der Piz Canton (3147 m) und der Piz Varuna (3454 m) im Süden, der Piz Campasc (2599 m), der Corn da Mürasciola (2818 m) und der Piz Ursera (3031 m) im Osten sowie der Piz Lagalb (2959 m) im Norden.
Der am weitesten entfernte sichtbare Punkt (46° 59′ 26,3″ N, 10° 47′ 10,2″ O) vom Sassal Mason befindet sich bei der Verpeilspitze im Kaunergrat (Österreich) zwischen Kaunertal und Pitztal und ist 89,1 km entfernt in nordöstlicher Richtung.
Auf der Nordwestseite besitzt der Sassal Mason einen kleinen Gletscher, den Vedreit da Sassal Masson.
Der Sassal Mason und der Berninapass an seinem Fuss liegen auf der Wasserscheide zwischen Berninabach – Inn – Donau im Norden und Cavagliasch – Poschiavino – Adda – Po im Süden.
Talort ist Poschiavo, häufige Ausgangspunkte sind der Berninapass (2235 m) und die Alp Grüm (2103 m).

## Routen zum Gipfel

### Sommerrouten

#### Über den Westsüdwestgrat
- Ausgangspunkt: Bahnhof Ospizio Bernina (2253 m)
- Via: Plan da Cambrena, Cambrena, Forcula dal Caral (2831 m), P. 2989
- Schwierigkeit: WS
- Zeitaufwand: 3½ Stunden

#### Durch die Nordwestwand
- Ausgangspunkt: Bahnhof Ospizio Bernina (2253 m)
- Via: Plan da Cambrena, Westufer des Lago Bianco, Val di Tegnus, P. 2622
- Schwierigkeit: WS
- Zeitaufwand: 3 Stunden

#### Über den Nordnordostgrat
- Ausgangspunkt: Bahnhof Ospizio Bernina (2253 m)
- Via: Plan da Cambrena, Westufer des Lago Bianco, Val di Tegnus, P. 2622
- Schwierigkeit: WS
- Zeitaufwand: 3 Stunden

#### Über den Südsüdostgrat
- Ausgangspunkt: Bahnhof Ospizio Bernina (2253 m)
- Via: Plan da Cambrena, Westufer des Lago Bianco, Val di Tegnus, P. 2622, P. 2776, P. 2896
- Schwierigkeit: WS
- Zeitaufwand: 3½ Stunden

#### Durch die Südwand
- Ausgangspunkt: Alp Grüm (2103 m)
- Via: Restaurant «Sassal Mason»
- Schwierigkeit: WS
- Zeitaufwand: 3

### Winterrouten

#### Vom Ospizio Bernina
- Ausgangspunkt: Bahnhof Ospizio Bernina (2253 m)
- Via: Lago Bianco, östlich des Val di Tegnus, Vadret da Sassal Mason, Sattel zwischen West- und Hauptgipfel. Skidepot. Über den felsigen Westgrat in leichter Kletterei zum Gipfel.
- Expositionen: N, NE
- Schwierigkeit: WS
- Zeitaufwand: 3 Stunden
- Alternative: Vom Parkplatz beim Lej Pitschen (2217 m) via Plan dal Cambrena
- Bemerkung: Zum Westgipfel (2989 m) über den ganzen Vadret da Sassal Mason und über die Nordflanke

#### Abfahrt durch das Val da Pila nach Cavaglia
- Ziel: Cavaglia (1693 m)
- Via: Zuerst entlang der Aufstiegsspur, NE-Hänge des Sassal Mason, Südende des Lago Bianco, Mott, Val da Pila
- Expositionen: NE, E, S
- Schwierigkeit: WS+

## Bilder

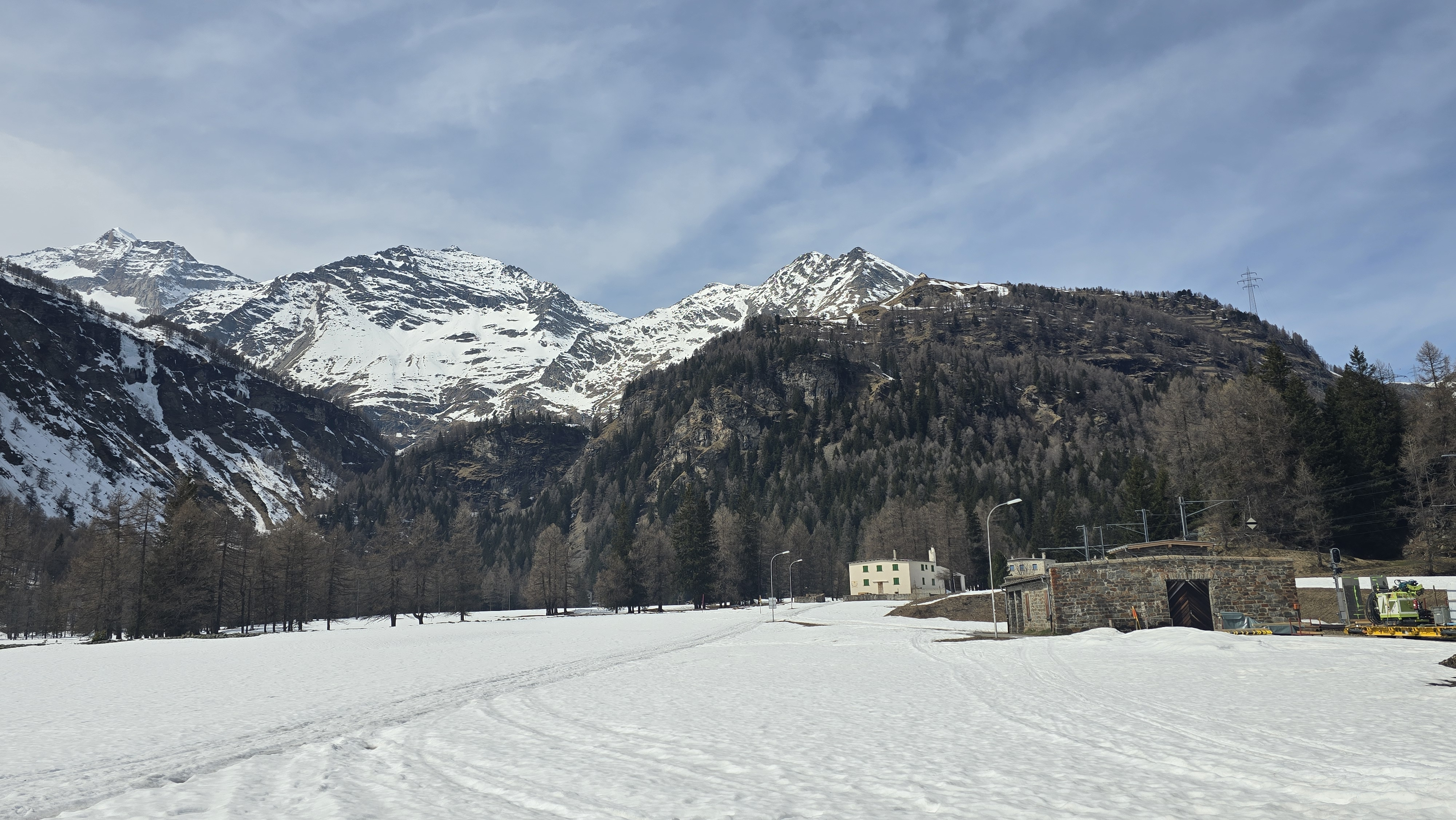
Piz Palü, Piz Caral und Sassal Mason v. l. n. r., aufgenommen von Cavaglia
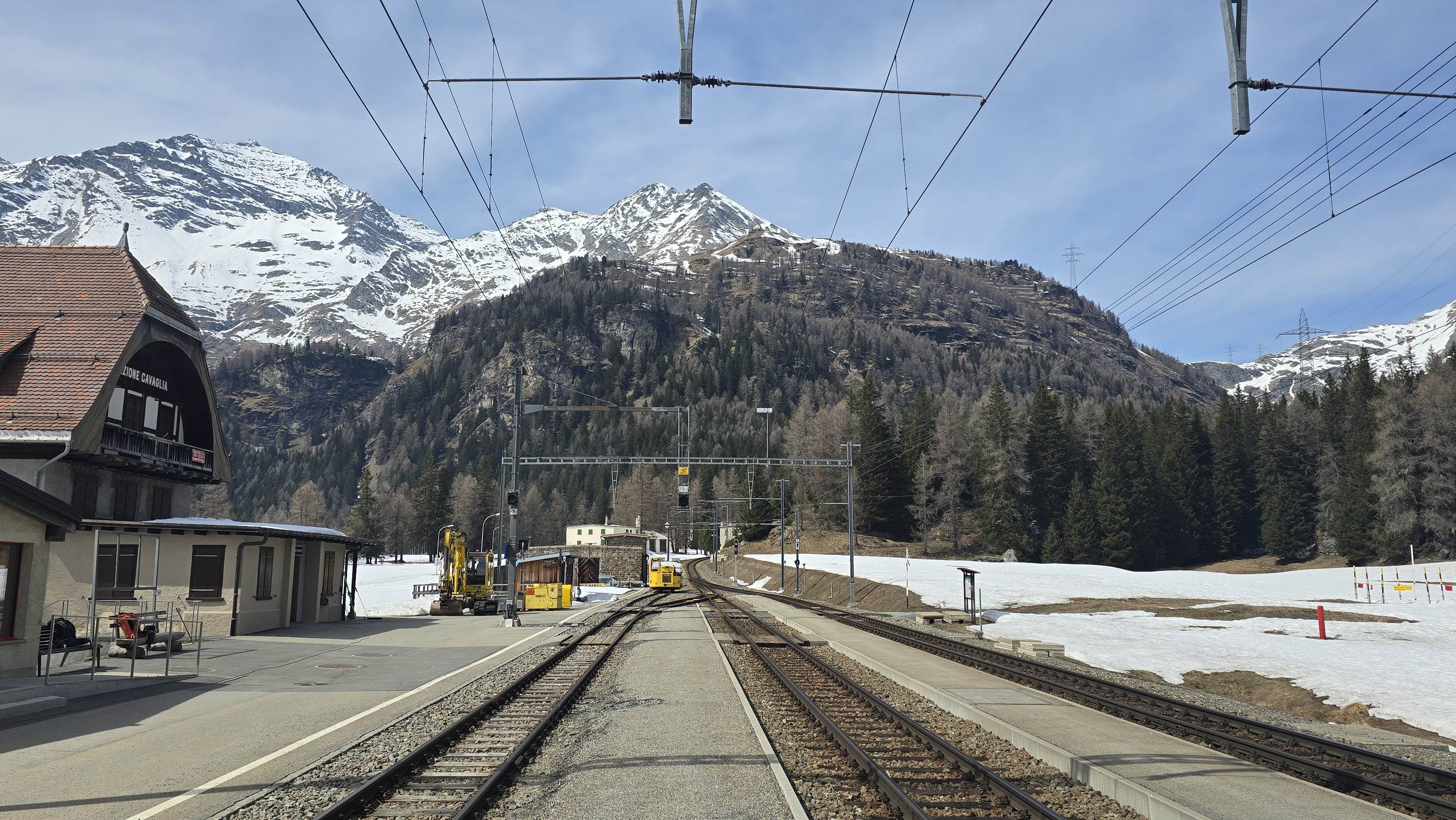
Sassal Mason, aufgenommen von der Bahnstation Cavaglia
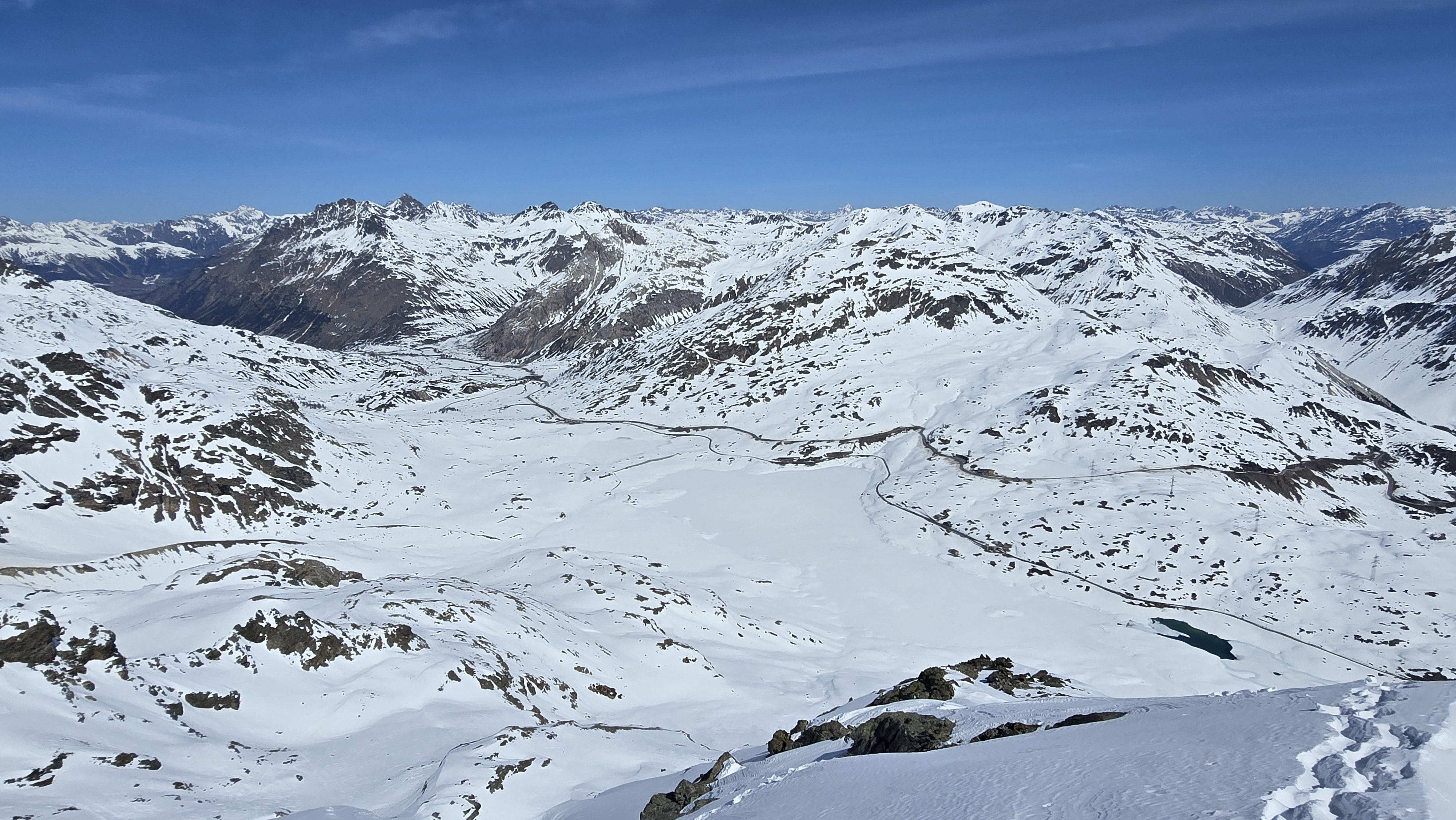
Blick nach Norden in die Val Bernina mit dem Berninapass (2235 m), den gefrorenen Seen Lago Bianco, Lej Nair und Lej Pitschen und der Berninabahn (für Annotationen aufs Bild klicken)
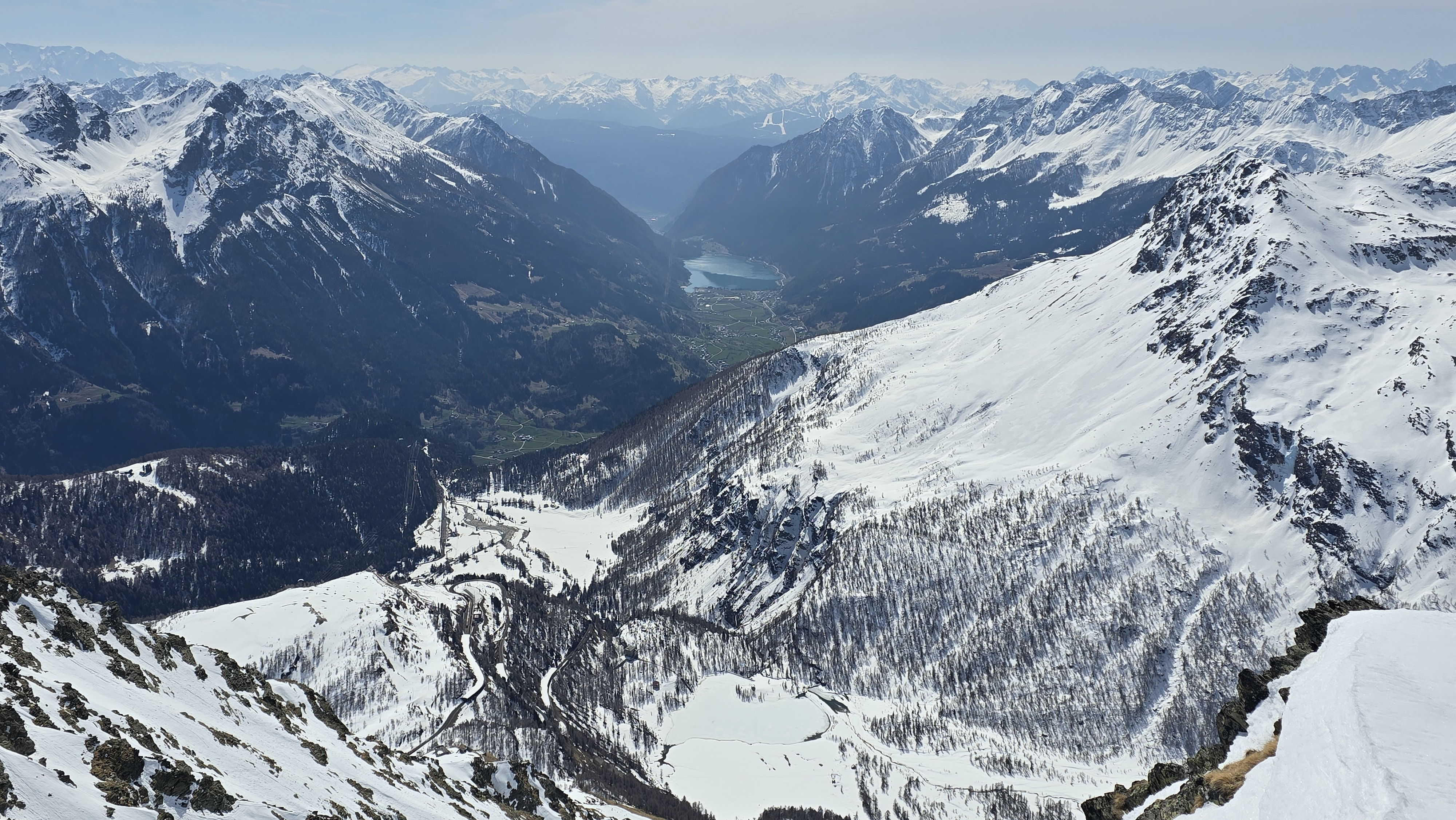
Blick nach Süden ins Puschlav mit Alp Grüm, Cavaglia dem gefrorenen Lagh da Palü und dem Lago di Poschiavo im Hintergrund (für Annotationen aufs Bild klicken).
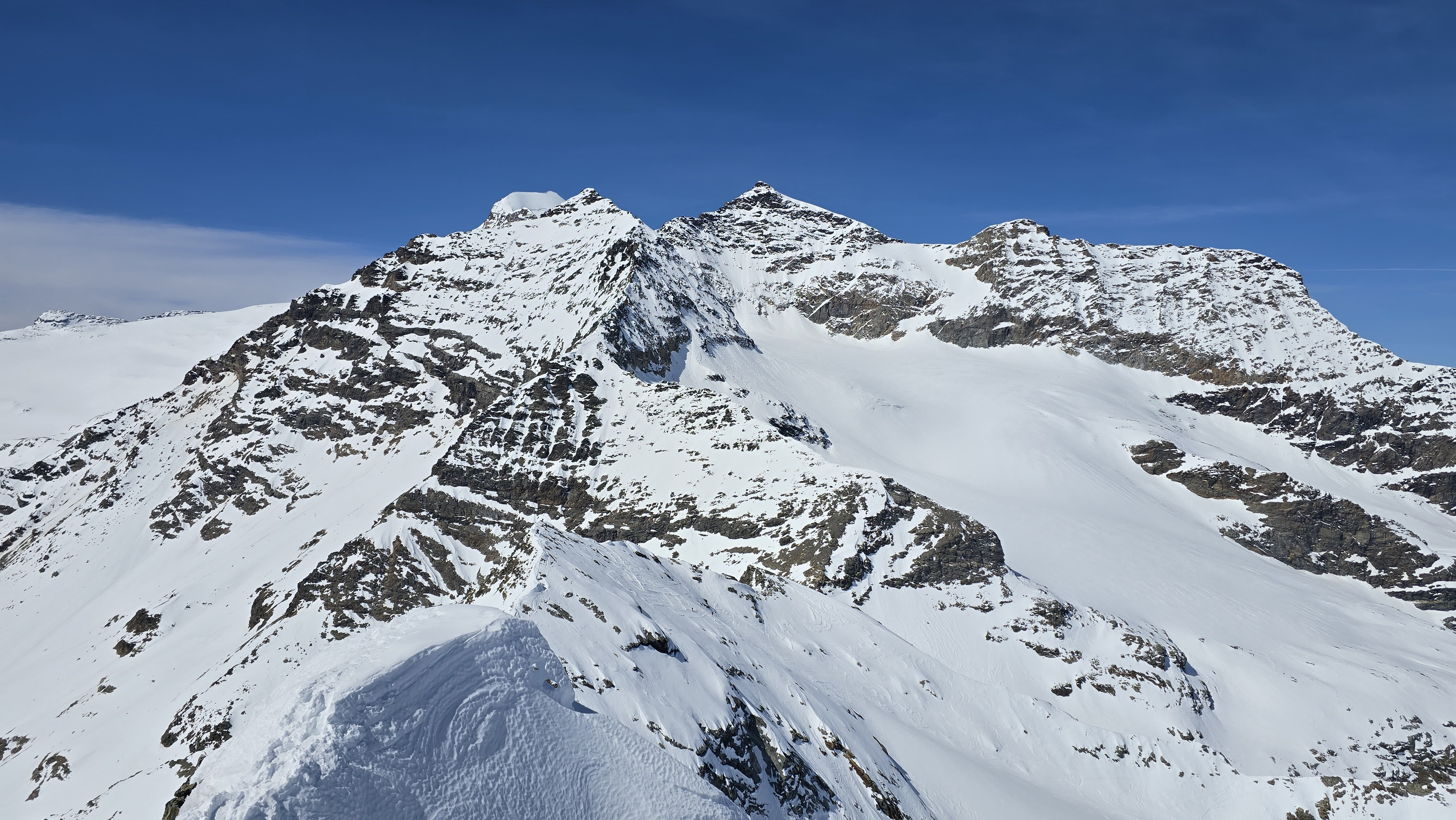
Blick zu Piz Palü, Piz Caral, Piz Cambrena und Piz d’Arlas v. l. n. r.
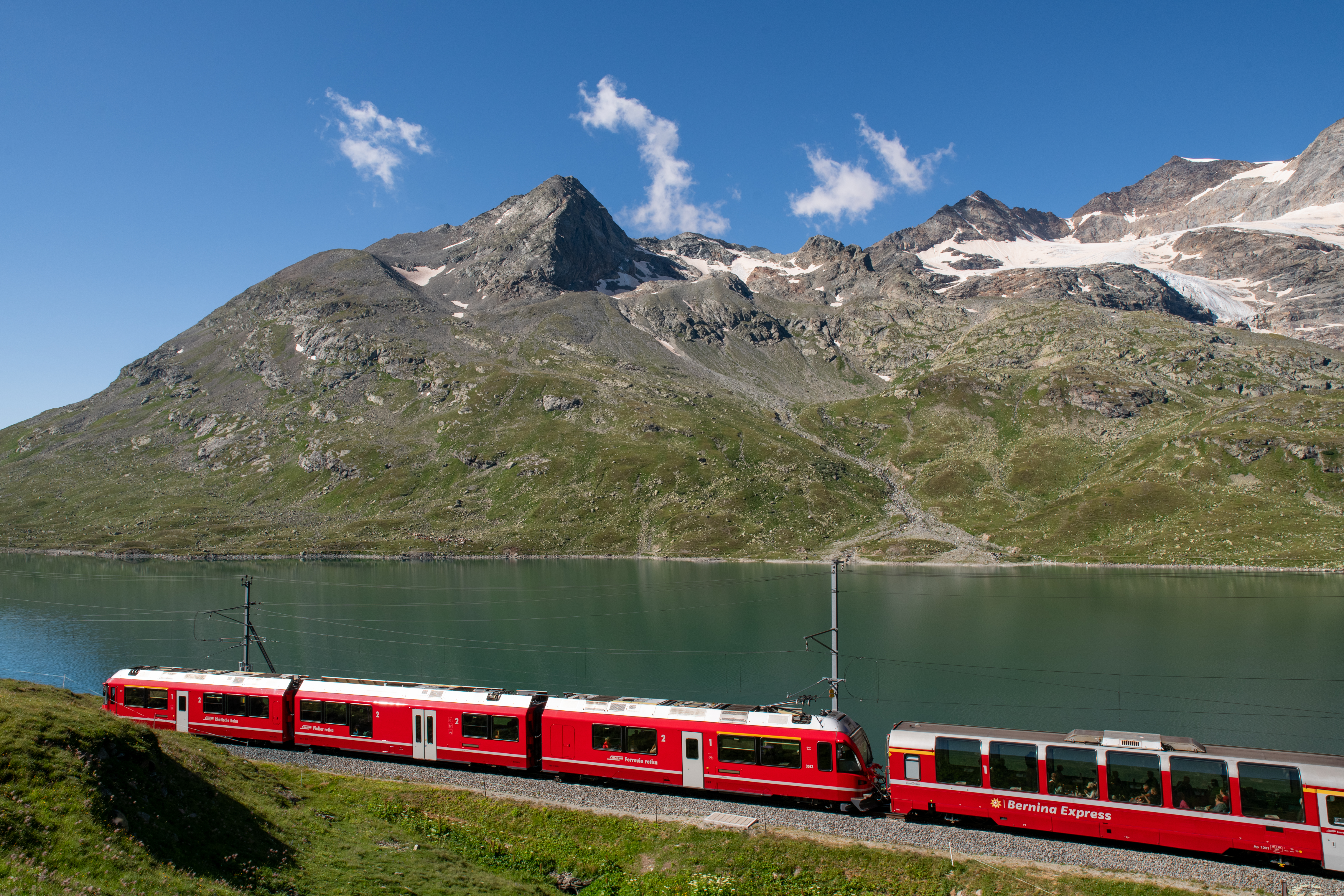
Berninabahn am Lago Bianco, im Hintergrund der markante Sassal Mason
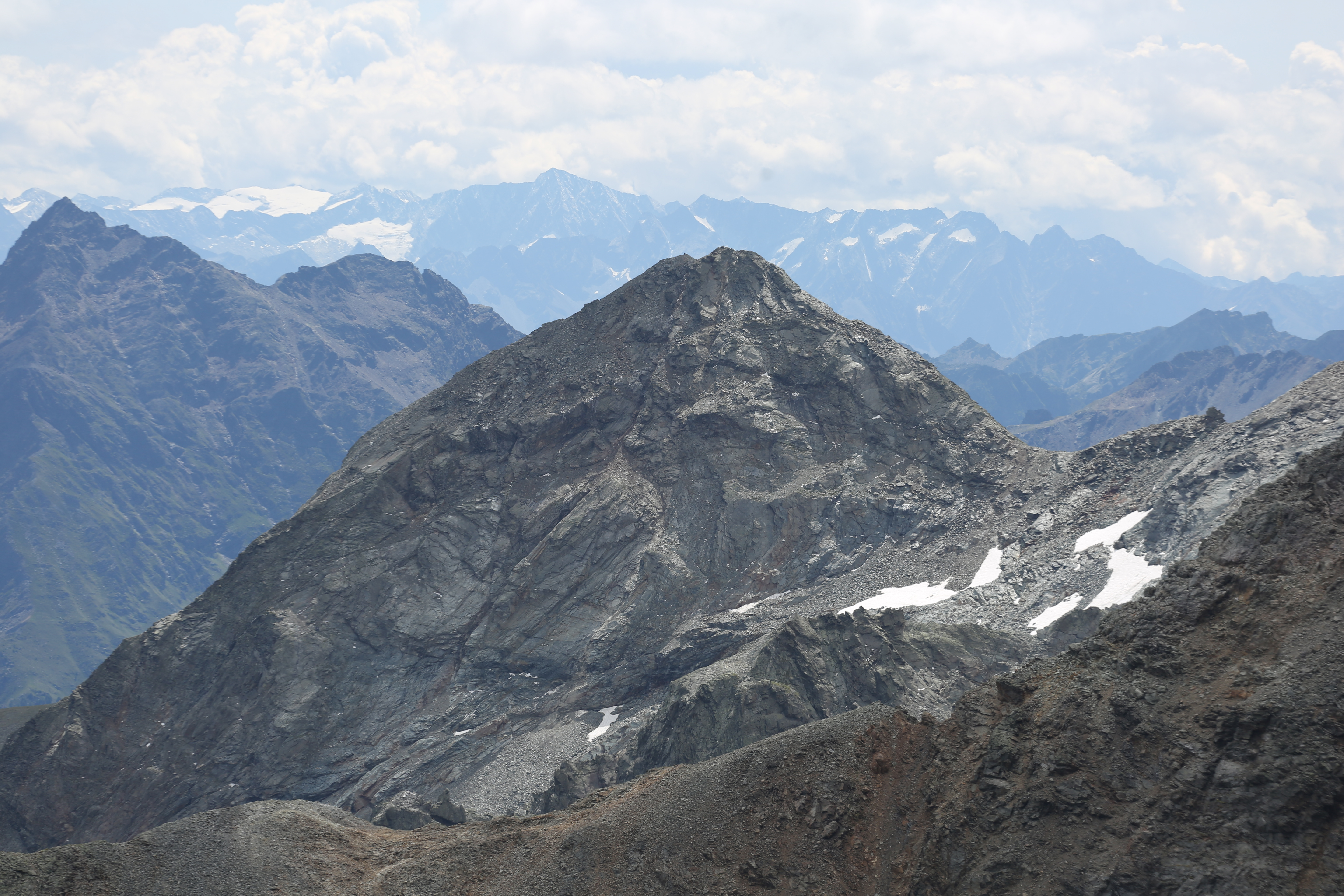
Gipfelbereich des Sassal Mason vom Sass Queder (Diavolezza)